# Sterling (Utah)
Pour les articles homonymes, voir Sterling.
Sterling est une municipalité américaine située dans le comté de Sanpete en Utah.
Lors du recensement de 2010, sa population est de 262 habitants. La municipalité s'étend alors sur une superficie de 0,30 mille carré (0,78 km2).
La localité de Pettyville, du nom de l'un de ses premiers habitants William G. Petty, est fondée en 1873. En 1881, le bourg se déplace plus en altitude sur un terrain sondé par James Snow. Après avoir porté les noms de Pettytown, Leesburg et Buncetown, il adopte celui de Sterling en référence à la supposée « pureté » ou « finesse » de ses habitants.